# جزيرة مارونغان
جزيرة مارونغان وهي جزيرة من جزر إندونيسيا، وتقع في بحر جاوة في إقليم جاوة الوسطى.